# Fallen Angels (película)
Fallen Angels literalmente Ángeles caídos es una película de 1995 dirigida en Hong Kong por Wong Kar-wai. Los actores protagonistas son: Leon Lai, Takeshi Kaneshiro, Michelle Reis, Charlie Yeung y Karen Mok.

## Argumento
Wong Chi-Ming (Leon Lai) es un asesino a sueldo cansado de su trabajo que se plantea dejarlo. Él cuenta con una socia (Michelle Reis) que se encarga de buscarle los encargos y evitarle problemas con la policía. Pero ella vive apasionadamente enamorada de él, aunque apenas se hayan visto en persona. Llegado el momento, Wong hace saber a su socia sus deseos de retirarse por medio de una canción. Más tarde, Lai conocerá a una mujer a la que apodan como Rubia (Karen Mok), con la que comenzará una relación. Esta, con el tiempo, coincidirá con su socia y le preparará una cita con Wong, en la que su socia le encargará un último trabajo. Intercalándose con esta historia nos encontramos con un joven mudo, He Qiwu (Takeshi Kaneshiro), que tiene una interesante existencia. Sus días transcurren entre dispares trabajos nocturnos, y en uno de ellos conoce a su primer amor.